# Gloria Patri

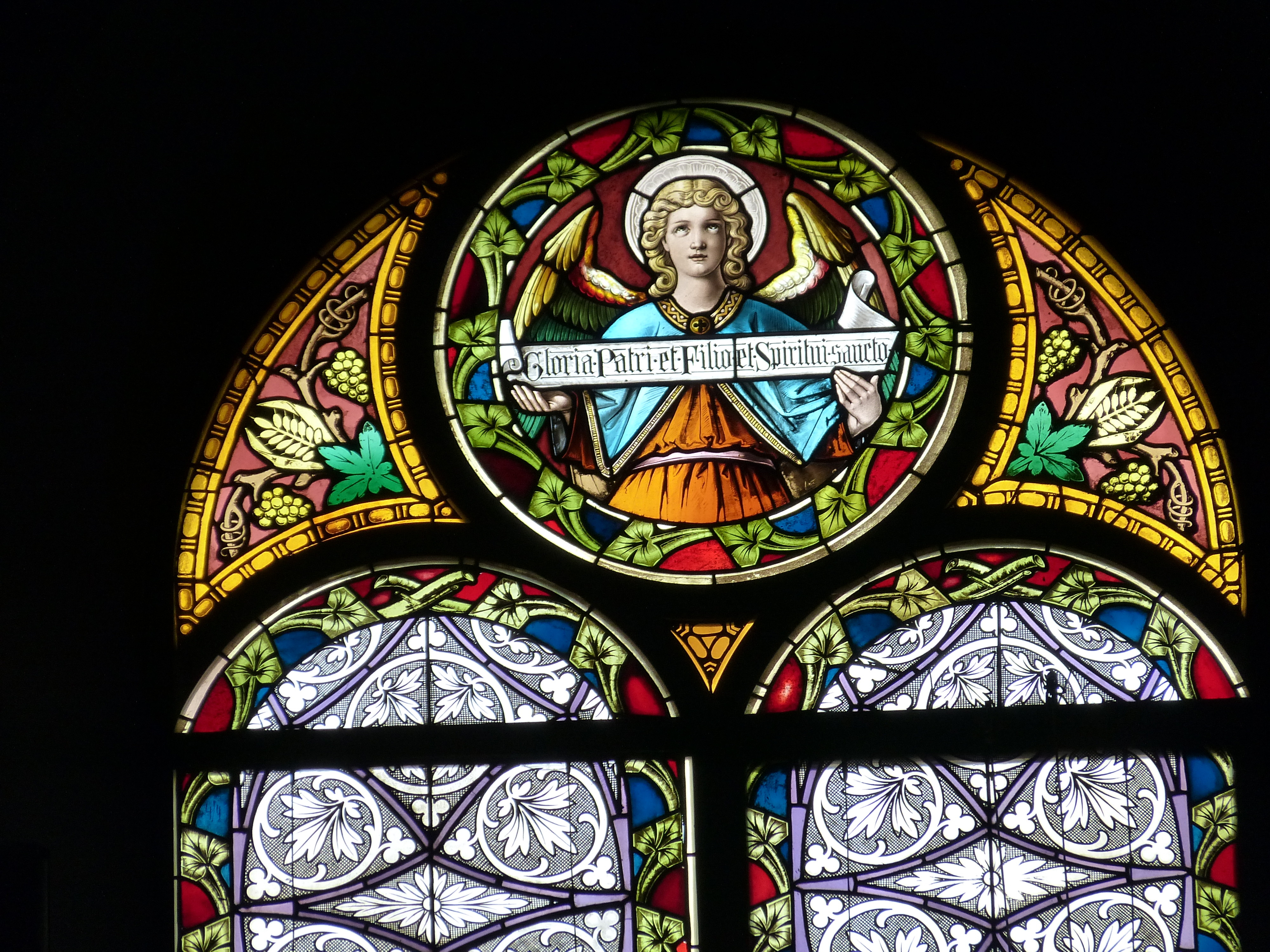
Gloria Patri et Filio et Spiritui sancto auf dem Spruchband eines Engels, Stiftskirche Schlägl (Oberösterreich)

Das Gloria patri (lateinisch für „Ehre [sei] dem Vater“) oder Ehre sei dem Vater ist eine trinitarische Bekenntnisformel, die in der christlichen Liturgie in Form eines Gebets (Doxologie) die göttliche Dreifaltigkeit preist. Die Bezeichnung leitet sich von ihren Eingangsworten ab. Das Gloria patri stammt aus dem 4. Jahrhundert. Es wird primär zum Abschluss der Psalmrezitation verwendet.
In Abgrenzung zur „großen Doxologie“ bzw. dem „großen Gloria“ (Gloria in excelsis Deo) wird sie auch „kleine Doxologie“ oder „kleines Gloria“ genannt.
Beim Gloria patri handelt es sich um die verbreitetste Doxologie der gesamten Kirche.

## Text
Der Text des Gloria patri schreibt den drei Personen der Trinität die Ehre zu und bekennt ihre Ewigkeit. Damit wird auch ihre Wesensgleichheit zum Ausdruck gebracht. Die Formulierung entwickelte sich in Abgrenzung zum Arianismus.

Gloria Patri im Liber Usualis (gregorianisch); die Buchstabenfolge E – u – o – u – a – e steht verkürzt für die Silben sae – cu – lo – rum. A – men bei der Notierung der Tonfolgen in den Varianten der Schlusskadenz.

Griechischer Text
Δόξα Πατρὶ καὶ Υἱῷ καὶ Ἁγίῳ Πνεύματι
Dóxa Patrì kaì Hyiō kaì Hagíō Pneúmati
καὶ νῦν καὶ ἀεὶ καὶ εἰς τοὺς αἰῶνας τῶν αἰώνων. Ἀμήν.
kaì nyn kaì aeì kaì eis tùs aiōnas tōn aiōnōn. Amēn.
Lateinischer Text
Gloria Patri et Filio et Spiritui Sancto,
sicut erat in principio et nunc et semper et in saecula saeculorum, amen.
Deutscher Text
Katholische und ökumenische Fassung (Arbeitsgemeinschaft für liturgische Texte 1971):
Ehre sei dem Vater und dem Sohn und dem Heiligen Geist,
wie im Anfang, so auch jetzt und alle Zeit und in Ewigkeit. Amen.
Evangelische Fassung:
Ehr[e] sei dem Vater und dem Sohn und dem Heiligen Geist,
wie es war im Anfang, jetzt und immerdar, und von Ewigkeit zu Ewigkeit. Amen.
Immer wieder beschließen christliche Lieddichter ihre freien Kompositionen mit einer ins Versmaß gebrachten Version des Gloria patri. Diese haben sich teilweise zu eigenständigen liturgischen Stücken entwickelt, wie die letzte Strophe des Lieds „Awake, My Soul, and with the Sun“ des anglikanischen Bischofs Thomas Ken aus dem Jahr 1674:
Praise God, from whom all blessings flow,
Praise Him, all creatures here below;
Praise Him above, ye heavenly host:
Praise Father, Son and Holy Ghost.

## Geschichtliche Entwicklung
Das Gloria patri gleicht den Doxologien, die bereits die fünf Bücher des biblischen Psalters beschließen (vgl. Ps 41,14 , Ps 72,18 f , Ps 89,53 , Ps 106,48 , Ps 150,6 ).
Bereits im 2. Jahrhundert hatte sich im Christentum die Tradition entwickelt, jedes Gebet mit einer Doxologie zu beschließen, seit dem 3. Jahrhundert bezieht sich diese explizit auf den trinitarischen Gott. Anders als im Judentum wird die Doxologie im Christentum nur zum Abschluss von Texten verwendet.
Die aus dem syrischen Antiochien stammende Formel lautete zunächst „durch Christus im Heiligen Geist“ (altgriechisch διὰ Χριστοῦ ἐν ἁγίῳ πνεύματι dià Christû en hagíō pneúmati) oder „durch Christus und den Heiligen Geist“ (altgriechisch διὰ Χριστοῦ καὶ ἁγίου πνεύματος dià Christû kaì hagíu pneúmatos). Da die Arianer das διά diá „durch“ subordinatorisch verwendeten, um die Gottheit allein des Vaters auszusagen, wurde die Formel verändert. Insbesondere Basilius von Caesarea ersetzte das διά diá durch μετά metá „mit“, „in Gemeinschaft von jemandem“ und das ἐν en „durch“ mit σύν syn „mit“, „samt“. So ordnete er alle Personen einander auf der gleichen Ebene zu. Damit prägte er die für den christlichen Gottesdienst wichtige Unterscheidung zwischen der Danksagung für Gottes Gnade den Menschen gegenüber und der Betrachtung Gottes in seiner Eigenschaft als Er-Selbst. Andernorts griff man auf die altsyrische Formel „Ehre sei dem Vater und dem Sohn und dem Heiligen Geist“ zurück. Diese nimmt die Taufformel von Mt 28,19  auf.
Im 4. Jahrhundert wurde dieser doxologische Gebetsschluss zum Gemeindegesang. In der Westkirche wurde er bald an jeden Psalm und manche Responsorien angefügt.
Die Synode von Vaison schrieb 559 den ergänzenden Ewigkeitspassus (sicut erat in principio ...) vor, der nach ägyptischem Vorbild als antiarianisches Bekenntnis die Ewigkeit des Sohns und Geistes festhält.
In dieser Form entwickelte sie sich zum fest geprägten Bestandteil der westkirchlichen Liturgie (vgl. u. a.: Regula Benedicti 9).

## Liturgische Verwendung
Das Gloria patri hat im christlichen Gottesdienst bis heute seinen festen Platz. In den westkirchlichen Liturgien wird es zum Abschluss aller Psalmen und Cantica gesungen. In den ostkirchlichen Liturgien tritt es zu jedem Hauptabschnitt der Psalmodie hinzu.
Als im Mittelalter der Bußcharakter der Passionszeit sich auch in der liturgischen Gestaltung der Gottesdienste niederschlug, wirkte sich das auch auf die Verwendung des Gloria patri aus. Im 11. Jahrhundert setzte mit dem Sonntag Judika eine stärkere Betonung der Leiden Christi ein. Dabei verzichtete man unter anderem auf den Gesang des Gloria patri. In evangelischen Gottesdiensten nach Grundform I entfällt in der Karwoche das kleine Gloria.
Im lateinischen Messgottesdienst endet vor allem der Einzugspsalm (Introitus) mit dem Gloria patri. Psalm und Gloria patri werden von einer Antiphon (Leitvers) umrahmt.
Die reformatorischen Gottesdienstordnungen sahen vielfach ein Psalmlied vor, das mit einer Gloria-Patri-Strophe endet. Dies wirkt sich bis heute auf den Hauptgottesdienst der reformatorischen Kirchen auf, in dem das Gloria patri teilweise entfällt oder durch ein Lied bzw. eine Gloria-Strophe ersetzt wird. Im 19. Jahrhundert wurde der gesprochene oder gesungene Introituspsalm wiederhergestellt und damit auch das Gloria patri, nun als Gemeindegesang. So erhielt es den Charakter eines selbstständigen trinitarischen Bekenntnisgesangs der Gemeinde. In seiner Agendenrevision im Jahr 1856 verband Friedrich Wilhelm IV. das Gloria Patri mit dem Eingangsspruch. In Andachten und bei Kasualien behält es seinen Platz.
Das Gloria patri wurde auch in die Lima-Liturgie des ÖRK aufgenommen. Hier findet es sich am angestammten Platz des Introitus, der hier neben dem Eingangslied einen gregorianisch oder motettisch ausgeführten Psalm meint, an den sich das Gloria patri anschließt und der von einer Antiphon eingerahmt wird.
Vielleicht noch auf die Zeit von Ambrosius zurückzuführen sind Bestandteile der Liturgie, die sich in Mailand erhalten haben. Die ersten erhaltenen Dokumente werden auf das 9. und 10. Jahrhundert dokumentiert. Trotz des starken stadtrömischen Einflusses zeigen sich Eigentümlichkeiten aus früherer Zeit, beispielsweise die Ingressa, bei der nach den Psalmversen aufs Gloria patri verzichtet wird.
Seit dem 7. Jahrhundert wurde das Gloria patri dem Stundengebet als bekennender Lobpreis angefügt. Im monastischen Stundengebet wurde der letzte der zwölf Psalmen, ein Hallelpsalm, mit der Doxologie abgeschlossen. Entscheidende Auswirkungen auf die spätere Entwicklung des römischen Stundengebets hatten die monastischen Ordnungen Italiens, insbesondere die Regula Benedicti, gemäß derer setzt sich jede Einheit aus einem Psalm, dem Gloria patri, der Prostration und dem Gebet zusammen. Nach dem Einfall der Goten in Westeuropa führte Cassian die Ordnung des Stundengebets, die er in Bethlehem kennengelernt hatte, auch in Gallien ein. Jedoch schloss er jeden Psalm durch das Gloria patri ab. Dieser Unterschied besteht bis heute im Stundengebet der Ost- und Westkirche. Die nichtrömischen westlichen Mönchsoffizien in Nordafrika, Irland und auf der iberischen Halbinsel enthalten ebenfalls viele eigenständige Aspekte.
Seit dem 16. Jahrhundert setzte sich beim Gebet des Rosenkranzes die Tradition durch, jede Dekade mit dem Gloria patri abzuschließen.